# Thisizima ceratella
Thisizima ceratella är en fjärilsart som beskrevs av Walker 1864. Thisizima ceratella ingår i släktet Thisizima och familjen äkta malar. Inga underarter finns listade i Catalogue of Life.